# Zattoo
Zattoo ist eine Internetfernsehen- und Video-on-Demand-Plattform für Privat- und Geschäftskunden. Das 2005 gegründete Unternehmen beschäftigt über 200 Mitarbeiter und hat seinen Hauptsitz in Zürich sowie weitere Standorte in Berlin und Ann Arbor (USA).

## Angebot
Nutzer von Zattoo in der Schweiz, Deutschland und Österreich schauen über Zattoo je nach Abo-Modell eine unterschiedliche Anzahl von Fernsehsendern sowie eine Auswahl von Video-On-Demand-Inhalten. Dabei steht Zattoo auf fast allen Endgeräten zur Verfügung, darunter Smart-TVs, PCs und Laptops, Streaming-Player sowie Smartphones und Tablets. In Deutschland und der Schweiz kann ein Basisangebot des Dienstes nach vorheriger Registrierung kostenlos genutzt werden („Zattoo Free“). Neben der freien Nutzung bietet Zattoo auch kostenpflichtige Abonnements (Zattoo Premium und Zattoo Ultimate) mit Zugriff auf HD- und Full-HD-Sender, zeitversetztes Fernsehen sowie EU-weites Streaming. Mit „Zattoo Premium“ stehen dem Nutzer mehrere HD-Sender, bis zu zwei parallele Streams, Live-Pause und die Restart-Funktion zur Verfügung. Seit Mai 2018 gibt es mit Zattoo Ultimate zudem ein weiteres kostenpflichtiges Angebot.
Seit 2012 betreibt Zattoo auch ein eigenes B2B-Geschäft und stellt seine Technologie Medienunternehmen und Netzbetreibern weltweit als internationale TV-as-a-Service-Plattform zur Verfügung.
Der Schweizer Medienkonzern TX Group ist seit 2008 an Zattoo beteiligt und hält seit 2019 über 50 Prozent der Geschäftsanteile.

### Endkundengeschäft („Zattoo B2C“)
Zattoo ist mit rund 20 Millionen registrierten Nutzern der größte TV-Streaming-Anbieter in Europa. Unterstützt werden PCs und Laptops mit gängigen Browsern wie Google Chrome, Safari oder Mozilla Firefox sowie mobile Applikationen für iOS, Android und Windows. Zattoo bietet zudem Fernseh-Applikationen für internetverbundene Fernseher von Samsung, Panasonic und LG sowie für Fernseher mit Android TV. Zattoo ist auch über Xbox One und Streaming-Player wie Amazon Fire TV, Apple TV und Google Chromecast verfügbar.
Zattoo bietet neben dem Neustart laufender Sendungen (Restart) auch eine Replay-Funktion. Bei dieser Funktion steht für einige Sender das gesamte Fernsehprogramm der letzten sieben Tage auf Abruf zur Verfügung und kann sowohl im Premium- als auch im Ultimate-Abo genutzt werden. Die Restart-Funktion erlaubt den Neustart von Sendungen der Öffentlich-Rechtlichen, aber auch bestimmter privater Sendergruppen wie RTL und ProSiebenSat.1. Sie steht allen Nutzern im Premium- und Ultimate-Abo zur Verfügung und bei einzelnen Privatsendern auch im kostenlosen Basistarif. Bei einzelnen Sendern und Sendungen ist ein Restart aus lizenzrechtlichen Gründen nicht verfügbar. Für Nutzer des kostenpflichtigen Ultimate-Abos gibt es zusätzlich eine Aufnahmefunktion, mit der bis zu 100 (Deutschland und Österreich) bzw. 2.000 (Schweiz) Sendungen in der Aufnahmeliste gespeichert werden. Seit Anfang Januar 2018 können Nutzer von Zattoo Deutschland infolge einer neuen EU-Richtlinie, welche die Ländergrenzen für Streaminginhalte aufhebt (Portabilitätsverordnung), über Zattoo auch deutsches Fernsehen im EU-Ausland empfangen.

### Firmenkunden („Zattoo B2B / TV-Plattform“)
Im Bereich mit Firmenkunden bietet Zattoo seit 2012 einen komplett gehosteten und gemanagten Over-the-top content (vom Internet-Service-Provider unabhängiges Streaming) und IP-basierte Fernsehübertragung für Netzbetreiber und Medienunternehmen, live und als Video on Demand inklusive Encoding, Transcoding, Multi-DRM (Nutzungskontrolle) und Speicherung bis hin zum Playout sowie die Endkunden-Applikationen („TV-as-a-Service-Ansatz“, analog zum SaaS-Ansatz). Der Fokus liegt dabei bislang auf einem White-Label-Produkt mit Standardapplikationen für alle relevanten Endgeräte. Alle Dienstleistungen sind End-to-End-Lösungen. Es werden derzeit über 30 Geschäftskunden aus Europa bedient, die die technische Infrastruktur von Zattoo nutzen und ihrerseits über mehrere Millionen Endkunden verfügen.

## Geschichte
Zattoo gilt als Pionier im Bereich Fernsehstreaming. Anlässlich der Fußball-Weltmeisterschaft 2006 und mit zunächst vier frei empfangbaren Schweizer Fernsehkanälen startete das in der Schweiz gegründete Unternehmen seinen Service. Das Netzwerk trat im Dezember 2006 ins öffentliche nutzbare Entwicklungsstadium und ist seit September 2007 in Deutschland verfügbar. Hier waren zunächst 22 Sender verfügbar, darunter Comedy Central, Das Vierte, CNN International, DMAX und MTV. Der Zattoo-Client wurde für die Betriebssysteme Windows und macOS entwickelt und zum kostenlosen Herunterladen bereitgestellt. Übertragungen fanden dabei nach dem Prinzip P2PTV über ein Peer-to-Peer-Netzwerk statt. Der anfänglich verfügbare Linux-Client wurde eingestellt.
In der Schweiz war die Nutzung von Zattoo trotz der Verfügbarkeit mehrerer Privatsender kostenlos und legal. Seit dem 1. September 2008 zieht das Schweizer Bundesamt für Kommunikation die Gebühren für Radio- und Fernsehempfang auch bei Internetnutzern ein. Ebenfalls in diesem Jahr beteiligte sich Tamedia an dem Unternehmen. In Deutschland haben sich die öffentlich-rechtlichen Anstalten und Zattoo nach langen Verhandlungen auf eine einjährige Testphase für ihre gesamte Programmpalette über Zattoo geeinigt. Die öffentlich-rechtlichen Fernsehsender, einige kleinere Privatsender sowie 20 Hörfunkprogramme werden seit dem 1. April 2008 über die deutsche Version von Zattoo verbreitet. Nach dem Auslaufen der Testphase wurde die fortgeführte Ausstrahlung zunächst weiter geduldet. Auf Anfrage wurde im April 2011 von Seiten der „Programmdirektion – Zuschauerredaktion Das Erste“ jedoch per E-Mail bestätigt, dass zwischen der ARD und Zattoo ein entsprechendes Kooperationsabkommen bestehen würde.
Die ursprünglich nur über die gleichnamige proprietäre Software verfügbaren Inhalte können seit April 2009 auch direkt über den Webbrowser als HTML5-Videostreams im H.264-Standard abgespielt werden. Ende 2009 wurde das Peer-to-Peer-Prinzip aufgrund zu schmaler Uploadraten der DSL-Anschlüsse abgeschafft. Es wurde auf einen direkten Serverstream von Zattoo umgestellt. Nach dem Start mit Programmübertragungen für Desktop-PCs hat Zattoo seine Verfügbarkeiten erweitert. Fernsehen lässt sich mit Zattoo auf Computern, Smartphones und Tablets (iOS, Android, Windows 10) schauen. Seit Anfang 2011 ist der Empfang auch auf mobilen Endgeräten möglich. Seit August 2011 auch auf internetverbundenen Fernsehern sowie zahlreichen Streamingboxen und Spielkonsolen (Samsung Smart TV, Xbox One, Amazon Fire TV, Apple TV, Android TV und unterstützt Streaming über Apple Air Play und Chromecast).
Das erste Premium-Bezahlfernsehangebot startete mit Zattoo+ im September 2011. Im Juni 2012 übertrug Zattoo, ebenso wie die Angebote der öffentlich-rechtlichen Sendeanstalten von ARD und ZDF, die Fußball-Europameisterschaft 2012 im Livestream im Internet.
In Deutschland wurden die Programme der Mediengruppe RTL Deutschland (RTL, RTL II, VOX, Super RTL und n-tv) am 13. Juni 2013 und Sport1 am 29. Januar 2014 aufgeschaltet. Nachdem die ProSieben-Sat1-Gruppe im April 2014 ins Zattoo-Angebot aufgenommen worden war, wurden die Preise für das Premium-Abo aufgrund der gestiegenen Lizenzkosten auf mehr als das Doppelte erhöht. In der Schweiz blieben diese Sender weiterhin kostenlos.
Seit November 2015 bietet Zattoo Deutschland zusätzlich zu den Fernsehprogrammen in Echtzeit auch Video-on-Demand von ProSiebenSat.1, Studio Hamburg, Spiegel TV und BBC an.
Seit März 2017 bietet Zattoo Werbetreibenden personalisierte Werbeausspielung: Mithilfe des Dynamic-Ad-Insertion-Verfahrens werden Werbeblöcke aus dem Livestream von Fernsehprogrammen ausgeschnitten und über den Adserver in Echtzeit neu befüllt, d. h. lineare Fernsehwerbeblöcke werden erstmals im Unicast durch digitale Spots framegenau ersetzt. Per 28. Januar 2019 übernahm Zattoo das Endkunden-Geschäft von Magine TV Germany, das seinen Fernseh-Streamingdienst in Deutschland einstellt. 150.000 betroffene Nutzer erhalten ein Willkommensangebot für einen Wechsel zu Zattoo.
Im April 2019 segneten die Eidgenössische Wettbewerbskommission (Weko) und das Bundeskartellamt in Deutschland eine Übernahme von Zattoo durch die Tamedia ab. Sie darf nun ihre Anteile auf über 50 % erhöhen, nachdem sie 2015 mit 39,4 Prozent bei Zattoo eingestiegen war. Beim Einstieg 2015 wurde mit Zattoo besprochen, so die Tamedia, dass man eine Übernahme bis 2021 anstrebe. Durch die Übernahme erhofft man sich, so die Tamedia, das Wachstum der Plattform vorantreiben zu können und den Streamingmarkt mitgestalten zu können. Auch Zattoo-Gründerin Bea Knecht sieht die Übernahme positiv, mit der Übernahme würde die Partnerschaft in die nächste Phase gehen.
Seit Oktober 2020 ist Zattoo mit seinem Endkundengeschäft auch in Österreich verfügbar.
Im März 2021 gab Zattoo bekannt, seine CO2-Emissionen vollständig auszugleichen und die eigene CO2-Bilanz weiter zu reduzieren. Zattoo ist damit der erste klimaneutrale TV-Streaming-Anbieter.
Im Vorfeld der Fußball-Europameisterschaft 2021 (offiziell UEFA EURO 2020) reduzierte Zattoo eigenen Angaben zufolge die zeitliche Verzögerung beim TV-Streaming für Endkunden sowie Nutzer der eigenen Firmenkunden auf den meisten Geräten auf rund 10 Sekunden. Damit betrug die Zeitverzögerung ca. 25 Sekunden weniger als im Vergleich zur WM 2018, bei der laut Messungen noch Verzögerungen von 34 bis 46 Sekunden möglich waren.
Als Reaktion auf den Krieg in der Ukraine startete Zattoo im März 2022 einen kostenlosen Streaming-Service für betroffene Menschen. Über einen speziell für diesen Anlass entwickelten Webplayer auf der Website von Zattoo bietet der Streamingservice Zugang zu ukrainischen und internationalen Nachrichtensendern, darunter 1+1, 1+1 International, Inter, ICTV, Rada TV, Ukraina 24, UATV sowie Al Jazeera, Euronews, OstWest und Deutsche Welle. Der Service ist weltweit und auf allen gängigen Browsern kostenfrei sowie ohne Werbung und vorherige Anmeldung verfügbar.

## Senderangebot

### Deutschland
Die folgenden Sender sind in Deutschland verfügbar. HD- und Full-HD-Sender (auch öffentlich-rechtliche) und alle Sender der RTL Group und die der ProSiebenSat.1-Gruppe (ProSieben, Sat.1, sixx, Kabel Eins) können nur mit den kostenpflichtigen Abos Zattoo Premium oder Zattoo Ultimate empfangen werden. Allerdings können alle öffentlich-rechtlichen und über 100 unabhängige deutsche und ausländische Privatsender in normaler Qualität kostenlos empfangen werden.
| Kategorie                 | Sender |
| ------------------------- | --- |
| National                  | Das Erste HD, ZDF HD, RTL HD, ProSieben HD, Sat.1 HD, VOX HD, Kabel Eins HD, RTL Zwei HD, Super RTL HD, Sport1 HD, DMAX HD, Eurosport 1 HD, Sixx HD, ProSieben Maxx HD, VOXup HD, Comedy Central HD, TLC HD, HGTV, Welt, N24 Doku, n-tv HD, European League of Football TV, Kabel Eins Doku, Tele 5 HD, Nickelodeon/CC+1 HD, KiKA HD, Toggo plus HD, Rocket Beans TV HD, MTV HD, 3sat HD, Arte HD, Phoenix HD, Nitro HD, ZDFneo HD, DF1 HD, RTLup HD, Sat.1 Gold HD, Tagesschau24 HD, Euronews (deutsch), One HD, ZDFinfo HD, ARD-alpha HD, Welt der Wunder, RiC, More Than Sports TV, QS24, Health.tv, Sonnenklar TV, Der Aktionär TV HD, Fashion TV HD, Deluxe Music HD, DMF, Folx Music Television, One Music Television, Zwei Music Television, HSE HD, HSE Extra HD, HSE Trend, 123tv HD, QVC HD, QVC Zwei HD, QVC Style HD, Channel 21 HD, Bibel TV HD |
| Regional                  | NDR NDS HD, MDR Sachsen HD, WDR Köln HD, BR Fernsehen Süd HD, SWR BW HD, HR-Fernsehen HD, rbb Berlin HD, SR Fernsehen HD, Radio Bremen TV HD, BR Fernsehen Nord HD, MDR Sachsen-Anhalt HD, MDR Thüringen HD, NDR HH HD, NDR MV HD, NDR SH HD, rbb Brandenburg HD, SWR RP HD, WDR AC HD, WDR BI HD, WDR BN HD, WDR DO HD, WDR D HD, WDR DU HD, WDR E HD, WDR MS HD, WDR SI HD, WDR W HD, NRWision HD, Saarland Fernsehen 1, Baden TV, Baden TV Süd HD, München TV HD, Franken Fernsehen HD, Augsburg.tv HD, OK54 HD, OKTV Mainz HD, OK4 HD |
| International             | ORF 2 Europe, SRF info HD, CNN International HD, Al Jazeera English HD, Al Jazeera HD, Al Jazeera Arabic, Al Jazeera Balkans, France 24 (französisch), France 24 (englisch), Bloomberg TV, Euronews (englisch) HD, Deutsche Welle (englisch), Deutsche Welle Spanish, Deutsche Welle Arabic, NETVIET, SONLife, God TV, TVE, 24H, RT Doc, Arirang TV |
| Zattoo Plus Entertainment | ProSieben Fun, Sat.1 emotions, Kabel Eins Classics, Warner TV Comedy HD, Warner TV Film HD, Warner TV Serie HD, RTL Crime HD, RTL Passion HD, RTL Living HD, Geo Television HD, Curiosity Channel HD, Spiegel Geschichte HD, Discovery Channel HD, Animal Planet HD, Kinowelt TV HD |
| Zattoo Plus Sport         | Sportdigital1+ HD, Sportdigital Fußball HD, Auto motor und sport channel HD, Motorvision+ HD, eSports One HD, Eurosport 2 HD |
| Spezielles Interesse      | Goldstar TV, Heimatkanal, Romance TV |
| Italienisch               | Mediaset Italia, Rai 1, Rai 2, Rai 3, Rai News 24 |
| Türkisch                  | Euro D, Euro Star, Show Türk, TV8 Int, Kanal 7 Avrupa HD, Halk TV, CNN Türk, Bloomberg HT, Habertürk TV, Cem TV, dream TÜRK TV, Showmax HD |
| Kroatisch                 | HRT1 HD, HRT4 HD, DM SAT, CMC – Croatian Music Channel, Klasik TV |
| Serbisch                  | Pink Plus, Pink Extra, Pink Reality, Pink Film, Pink Folk, Pink Music, Pink Koncert, Pink Serije, Pink World, Pink Kids |
| Polnisch                  | ITVN, TVN24, ITVNextra |
| Ukrainisch                | Ukraina 24, 1+1, 1+1 International, Inter, ICTV, Rada TV, UATV, Espreso TV |
| Brasilianisch             | Globo |

### Österreich
Folgende Sender können in Österreich mit den kostenpflichtigen Abos Zattoo Premium oder Zattoo Ultimate empfangen werden.
| Kategorie   | Sender |
| ----------- | --- |
| Allgemein   | ORF 1 HD, ORF 2 HD, ORF 2 (Wien) HD , ORF III HD, ORF Sport + HD, ORF Burgenland HD, ORF Kärnten HD, ORF Niederösterreich HD, ORF Oberösterreich HD, ORF Salzburg HD, ORF Steiermark HD, ORF Tirol HD,Puls 4 HD, Puls 24 HD, ATV HD, ATV II HD, Sixx Austria HD, ProSieben Austria HD, ProSieben Maxx (Österreich) HD, Sat.1 Österreich HD, Sat.1 Gold (Österreich) HD, Kabel Eins Austria HD, Kabel Eins Doku (Österreich) HD, RTL (Österreich) HD, RTL Zwei (Österreich) HD, RTLup (Österreich)HD, Nitro (Österreich)HD, VOX (Österreich)HD, Super RTL (Österreich) HD, Servus TV Austria HD, R9 (Österreich)HD, Krone TV HD, Das Erste HD, One HD, Tagesschau24 HD, ARD alpha HD, ZDF HD, ZDFneo HD, ZDFinfo HD, 3sat HD, Arte HD, Phoenix HD, KiKA HD, BR Fernsehen Nord HD, HR-Fernsehen HD, MDR Sachsen HD, NDR Niedersachsen HD, Radio Bremen TV HD, rbb Berlin HD, SR Fernsehen HD, SWR RP HD, WDR Köln HD, SRF info HD, N24 Doku HD, Comedy Central HD, Nick/CC+1 HD, Rocket Beans TV HD, MTV HD, Welt HD, n-tv (Österreich) HD, Sport1 HD, Al Jazeera Arabic HD, Al Jazeera Balkans HD, Al Jazeera English HD, Arirang TV HD, Bibel TV HD, Channel 21 HD, Folx Music Television, France 24 (englisch) HD, France 24 (französisch) HD, HSE HD, HSE Extra HD, HSE Trend, Kronehit TV HD, oe24.tv HD, One Music Television, QS24, QVC HD, QVC Style HD, QVC Zwei HD, RiC, Kurier TV, Shop LC, W24, Welt der Wunder, Zwei Music Television |
| Türkisch    | Show Turk, TV8 Int, Kanal 7 Avrupa, Cem TV, Haber Türk TV, Bloomberg HT, Showmax, beIN Movies Türk, beIN Iz, beIN Gurme |
| Italienisch | Mediaset Italia, Rai 1, Rai 2, Rai 3, Rai News 24 |
| Ukrainisch  | Ukraina 24, 1+1, 1+1 International, Inter, ICTV, Rada TV, UATV, Espreso TV |

### Schweiz
Folgende Sender sind in der Schweiz verfügbar. Einige Kanäle (HD und Full-HD, Zattoo+, Erotik, kroatische, polnische, türkische, portugiesische und serbische Sender) sind nur mit entsprechendem Abonnement verfügbar.
Im Gegensatz zu Wilmaa oder Teleboy, die gemäß deren AGB das Schweizer Angebot auch in Liechtenstein zur Verfügung stellen, wird Liechtenstein durch Zattoo nicht explizit unterstützt.
| Kategorie                 | Sender |
| ------------------------- | --- |
| Allgemein                 | SRF 1 HD, SRF zwei HD, SRF info, 3+ HD, 4+ HD, Das Erste HD, ZDF HD, TV24 HD, RTL HD, ProSieben Schweiz HD, Sat.1 HD, VOX HD, RTL Zwei HD, Kabel Eins HD, Kabel Eins Doku HD, Telezüri HD, 5+ HD, TV25 HD, S1 HD, Puls 8 HD, Swiss 1 HD, Star TV HD, ORF 1 HD, ORF 2 HD, ORF III HD, DMAX HD, ProSieben Maxx Schweiz HD, Nitro HD, 6+ HD, Comedy Central HD, Rocket Beans TV HD, N24 Doku HD, Welt der Wunder, Sat.1 Gold HD, Sixx Schweiz HD, VOXup HD, TLC HD, Tele 5 HD, RTLup HD, HGTV HD, Anixe+ HD, Anixe Serie HD, Super RTL Schweiz HD, Disney Channel, Nick HD, KiKA HD, RiC, Toggo plus HD, Arte HD, 3sat HD, Phoenix HD, BR Fernsehen Süd HD, HR-Fernsehen HD, MDR Sachsen HD, NDR NDS HD, rbb Berlin HD, SR Fernsehen HD, SWR BW HD, WDR Köln HD, Radio Bremen TV HD, Tagesschau24 HD, One HD, ARD alpha HD, ZDFinfo HD, ZDFneo HD, HSE HD, HSE Extra HD, HSE Trend |
| International             | RTS 1 HD, RTS 2 HD, TF1 HD, M6 Suisse HD, France 2 HD, France 3 HD, France 4 HD, France 5 HD, TMC, C8 HD, W9 Suisse, Arte (französisch) HD, Gulli HD, NRJ 12 HD, TV5 Monde FBS, TV5 Monde, BFM TV, CNEWS HD, CSTAR HD, TFX, TF1 Séries Films, Blue Zoom (französisch) HD, L’Équipe, 6ter, RMC Story, RMC Découverte, Chérie 25, LCI HD, France Info, Rouge TV HD, One TV HD, LFM TV HD, Euronews (französisch), ITV 1 HD, ITV 2, ITV3, ITV 4, ITVBe, BBC One HD, BBC Two HD, BBC Four HD, BBC News HD, BBC Parliament, BBC Arabic, CBBC HD, CBeebies HD, Channel 4 HD, Channel 5 HD, 5USA, 5Select, E4, Film4, More4, 4seven, S4C HD, Drama, Paramount Network, Dave, Yesterday, Pick, Challenge, Food Network, PBS America, FreeSports HD, RSI LA 1 HD, RSI LA 2 HD, Canale 5 HD, Rai 1 HD, Rai 2 HD, Rai 3 HD, Rai 4, Rai 5, Rai Movie, Rai Premium, Rai Sport, Rai Sport + HD ,Rai News 24, Rai Gulp, Rai Yoyo, Rai Scuola, Rai Storia, Paramount Channel Italy, Italia 1 HD, Italia 2, Rete 4 HD, 20 Mediaset, Iris, La5, La7 HD, La7 d HD, Real Time, Alma TV HD, Class TV Moda, Cielo, RTL 102.5, Nove, TV8, DMAX Italia, Spike Italia Giallo, Focus, Canale Italia, Super Tennis HD, Euronews (italienisch), Sky TG24, UniNettuno University TV, Telepace HD, Boing, Boing Plus, Frisbee, K2, Cartoonito, Super!, TVE HD, 24H HD, Deutsche Welle Spanish |
| Zattoo Plus Entertainment | ProSieben Fun HD, Sat.1 emotions HD, Kabel Eins Classics HD, Auto motor und sport channel HD, Motorvision+ HD, Curiosity Channel HD, Spiegel Geschichte HD, Kinowelt HD, Warner TV Comedy HD, Warner TV Film HD, Warner TV Serie HD |
| Regionale Kanäle          | Tele Top HD, TeleBärn HD, Telebasel HD, TeleBielingue HD, Tele M1 HD, Tele 1 HD, TeleZ, 1 FL TV HD, Tele Swizz HD, Canal9, LaTele, Leman Bleu HD, Canal Alpha NE HD, Canal Alpha JU HD, TV Suisse Plus HD, TVO HD, TV Südostschweiz HD, TV Oberwallis HD, Tele Ticino HD, Kanal9, TVM3, R9 Österreich HD, TV8 Mont-Blanc HD |
| Sport                     | Sport1 HD, Eurosport 1, Sky Sport News HD, Blue Zoom D HD, European League of Football TV HD, More Than Sports TV HD |
| Erotik                    | Hustler TV, Private TV |
| Nachrichten               | Al Jazeera English HD , Al Jazeera HD, Bloomberg TV, CNN International HD, BBC World News HD, Sky News, CNBC Europe HD, Euronews (deutsch), Euronews (englisch) HD, France 24 (englisch) HD, France 24 (französisch) HD, Welt HD, n-tv HD, Der Aktionär TV HD, Deutsche Welle, Deutsche Welle (englisch), Deutsche Welle Arabic, wetter.tv, i24news (englisch), i24news (französisch), BVN |
| Musik-TV                  | MTV HD, Deluxe Music HD, DMF, Folx Music Television HD, One Music Television HD, Zwei Music Television HD, Melodie TV, Kiss TV, Clubland TV, Now 90s, Trace Hits, Goldstar TV |
| Spezielles Interesse      | Heimatkanal, Romance TV, QS24, Health.tv, Fashion TV HD, Helvetia One TV HD, Bibel TV HD, God TV, SONLife, K-TV, KTO, NETVIET, Arirang TV HD, RT Doc, KBS World HD, NHK World HD |
| Kroatisch                 | HRT1 HD, HRT4 HD, DM Sat, CMC – Croatian Music Channel, Klasik TV |
| Serbisch                  | Pink Plus, Pink Extra, Pink Reality, Pink Film, Pink Folk, Pink Music, Pink Koncert, Pink Serije, Pink World, Pink Kids |
| Polnisch                  | ITVN, TVN24, ITVNextra |
| Türkisch                  | Euro D, Euro Star, Show Turk, TV8 Int, Kanal 7 Avrupa, Halk TV, CNN Türk, Bloomberg HT, Haber Türk TV, Cem TV, Dream Türk, Showmax HD, beIN Movies Türk HD, beIN Gurme HD, beIN Iz HD |
| Portugiesisch             | RTP Internacional, RTP3, Record TV HD, Record News, Kuriakos TV |
| Ukrainisch                | Ukraina 24, 1+1, 1+1 International, Inter, ICTV, Rada TV, UATV, Espreso TV |

## Auszeichnungen
Chip.de hat im Juni 2017 in einem Vergleich von fünf kostenpflichtigen Streamingdiensten Zattoo Premium mit der höchsten Punktzahl und mit dem besten Preis-Leistungs-Verhältnis ausgezeichnet. Auch in einer Liste der kostenfreien Streamingdienste wurde Zattoo Free mit „Sehr gut“ angegeben.
2020 wurde Zattoo mit dem Emmy Award for Technology and Engineering von der National Academy of Television Arts & Sciences (NATAS) ausgezeichnet. Zattoo erhielt den Preis in der Kategorie „Pioneering Development of Large Scale, Cloud Served, Broadcast Quality, Linear Channel Transmission to Consumers“ und wurde damit für ihre Entwicklung im Bereich der massentauglichen, cloud-basierten Fernsehübertragungstechnologien geehrt.